# لاري براون (كرة سلة)
لاري براون (بالإنجليزية: Larry Brown) مواليد 14 سبتمبر 1940 في بروكلين، هو لاعب كرة سلة أمريكي سابق بدأ مسيرته الاحترافية في سنة 1967. يبلغ طوله 5 قدم 9 بوصة (1.8 م). اعتزل اللعب في 1972.

## الميداليات
| الميدالية | المسابقة                       |
| --------- | ------------------------------ |
| ذهبية     | الألعاب الأولمبية الصيفية 1964 |

## روابط خارجية
- لاري براون على موقع الاتحاد الدولي لكرة السلة (الإنجليزية)
- لاري براون على موقع إن بي أي (الإنجليزية)
- لاري براون على موقع سبورتس رفرنس (الإنجليزية)
- لاري براون على موقع كلية كرة السلة في سبورتس رفرنس.كوم (الإنجليزية)
- لاري براون على موقع ريلجم (الإنجليزية)
- لاري براون على موقع بروبوليرز (الإنجليزية)
- لاري براون على موقع قاعة المشاهير الجامعة الوطنية لكرة السلة (الإنجليزية)
- لاري براون على موقع سبورتس رفرنس (الإنجليزية)
- لاري براون على موقع كلية كرة السلة في سبورتس رفرنس.كوم (الإنجليزية)
- لاري براون على موقع سبورتس رفرنس (الإنجليزية)